# آيت يعزم

## الموقع

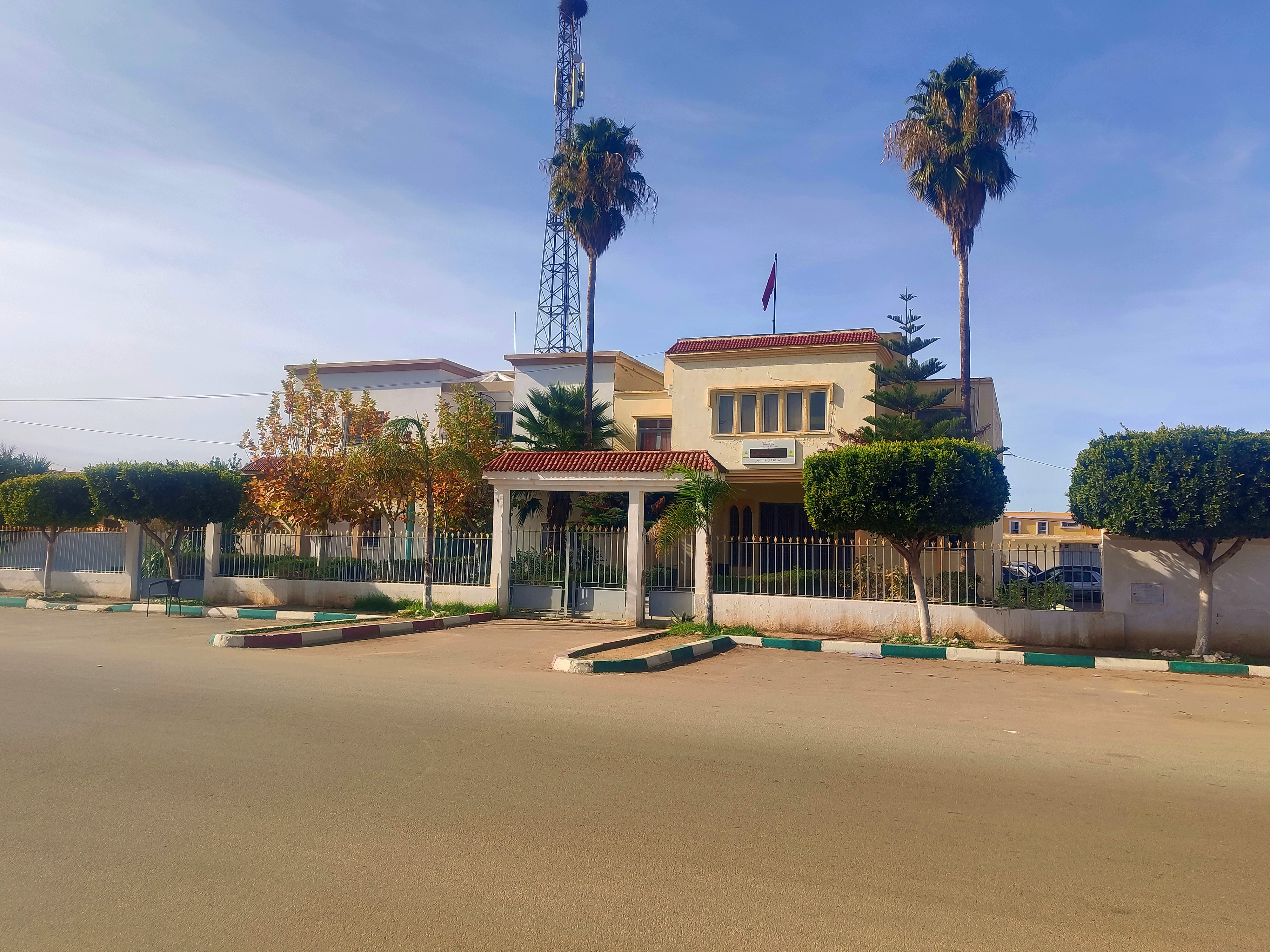
الجماعة التراتبية القروية أيت ايعزم

آيت يعزم هي قرية مغربية وسط البلاد.تقع آيت يعزم جنوبي مكناس. تنتمي آيت يعزم لإقليم الحاجب، وتضم 16091 نسمة (حسب الإحصاء الرسمي 2014).

## التعليم
تضم جماعة ايت  يعزم القروية  مجموعة من  المدراس العمومية  بالسلك الابتدائي  و هي:
- مجموعة مدارس ايت يعزم
- مجموعة مدارس العين الأولى
- مجموعة مدارس ايت عبد السلام
- مجموعة مدارس الشركة

كما تضم  مؤسسة للتعليم الثانوي الإعدادي   و هي: الثانوية الإعدادية عبدالكريم الخطابي

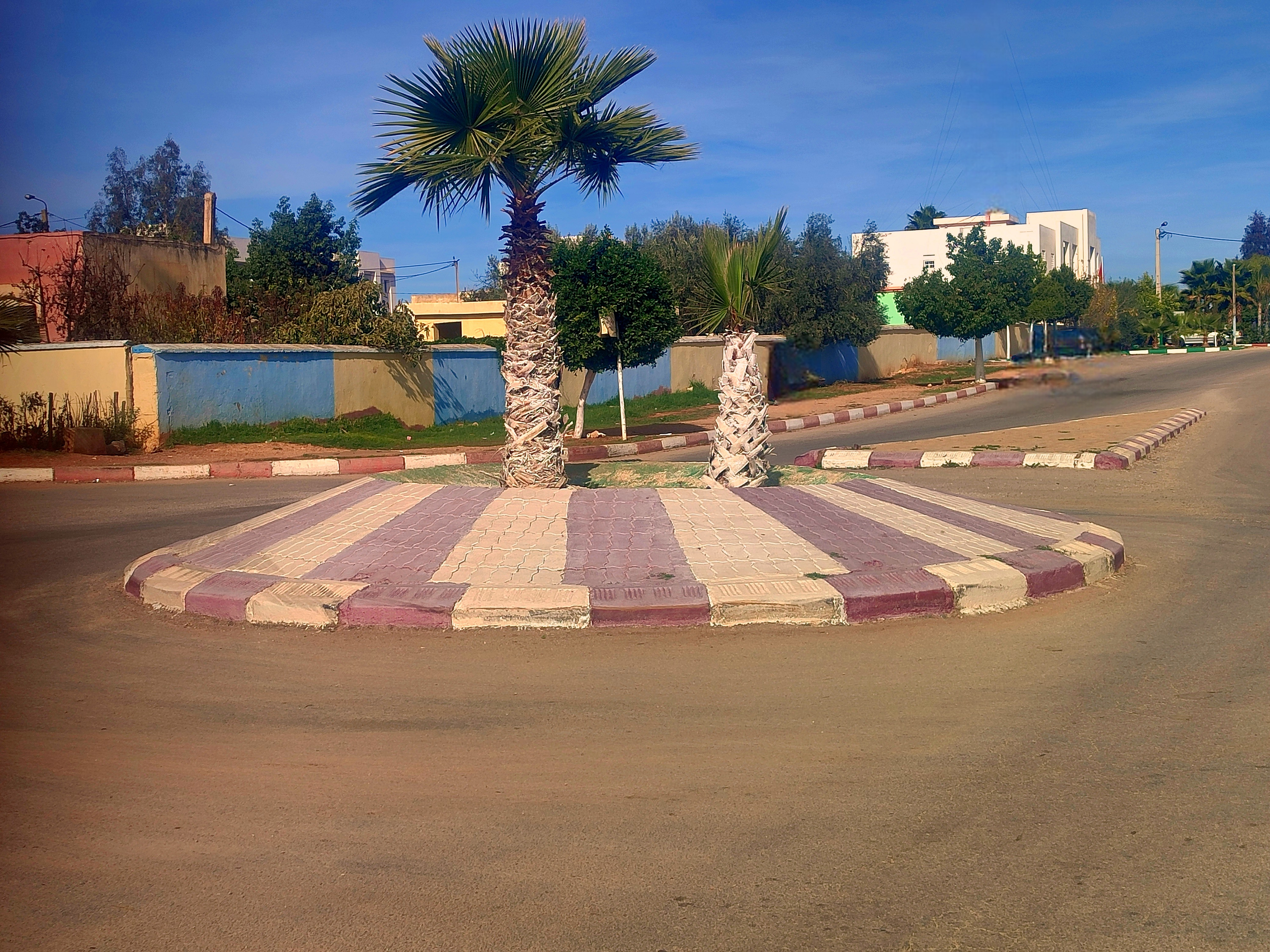
مركز أيت يعزم